# Mysmenopsis tungurahua
Espèce
Mysmenopsis tungurahua est une espèce d'araignées aranéomorphes de la famille des Mysmenidae.

## Distribution
Cette espèce est endémique de la province de Tungurahua en Équateur,. Elle se rencontre sur le Tungurahua à 2 121 m d'altitude.

## Description
Le mâle holotype mesure 1,98 mm.

## Éthologie
Cette araignée cleptoparasite se rencontre sur la toile de Linothele sp..

## Étymologie
Son nom d'espèce lui a été donné en référence au lieu de sa découverte, le Tungurahua.

## Publication originale
- Dupérré & Tapia, 2020 : Megadiverse Ecuador: a review of Mysmenopsis (Araneae, Mysmenidae) of Ecuador, with the description of twenty-one new kleptoparasitic spider species. Zootaxa, no 4761(1), p. 1-81.